# Jakob Christen
Jakob Christen (* 18. August 1825 in Itingen; † 25. Juni 1914 im Muttenz) war ein Schweizer Politiker und Richter.

## Leben und Werk
Christen absolvierte von 1840 bis 1845 eine Ausbildung zum Geometer in Basel. Er erstellte die topografische Gesamtaufnahme der Basler Halbkantone für die Dufourkarte und führte Linienprojekte für die Schweizerische Centralbahn aus.

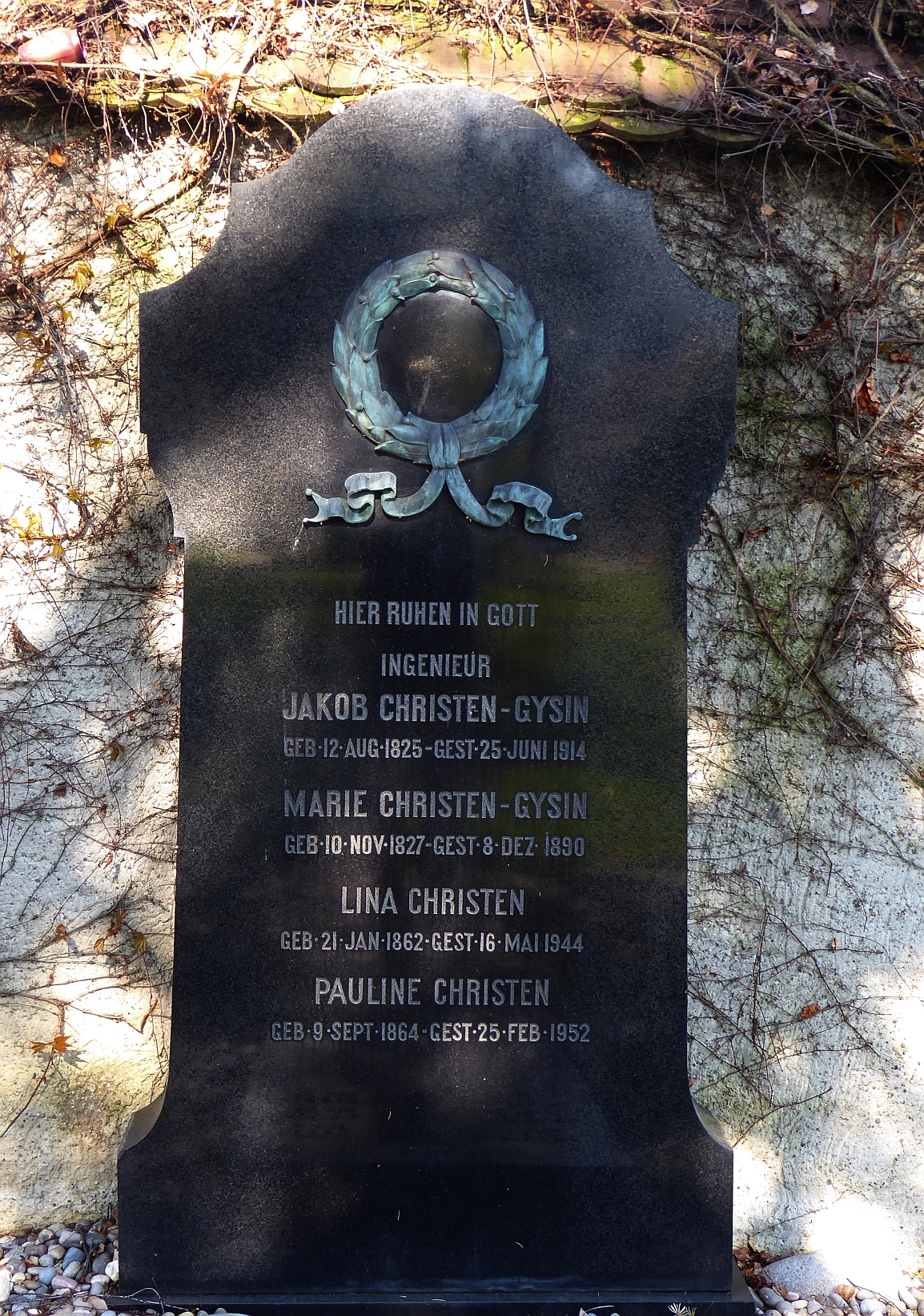
Jakob Christen (1825–1914) Gemeindefriedhof Muttenz

In den Jahren 1850, 1887 und 1891 war Christen Baselbieter Verfassungsrat und von 1854 bis 1858 Gemeindepräsident von Itingen. Von 1856 bis 1858 sowie von 1881 bis 1909 sass er für die freisinnige sowie für die Ordnungspartei im Landrat. Er war von 1858 bis 1863 Regierungsrat und war für Bau und Militär und später Inneres verantwortlich.
Von 1867 bis 1878 war Christen Verwalter einer Spinnerei in Arlesheim und 1883 gründete er eine Zementfabrik in Muttenz. Er war von 1857 bis 1858 Bezirksrichter in Sissach, von 1881 bis 1889 in Arlesheim und von 1889 bis 1908 Friedensrichter für Birsfelden, Muttenz und Münchenstein.